# Eusebio Ayala (Distrikt in Paraguay)
Eusebio Ayala ist eine Stadt und Distrikt  im Departamento Cordillera in Paraguay mit etwa 23.600 Einwohnern, 72 km von Asunción an der Ruta 2 gelegen. Sie bezeichnet sich als die Hauptstadt der Chipa.

## Geschichte
Die Stadt wurde am 16. August 1770 von Gouverneur Carlos Morphy – ein irischer Oberst, der für Spanien arbeitete – als Barrero Grande gegründet. Sie wurde am 10. April 1940 zu Ehren des in dieser Stadt geborenen Präsidenten Eusebio Ayala umbenannt.
Am 16. August 1869 fand vor den Toren der Stadt die Schlacht von Acosta Ñu im Tripel-Allianz-Krieg statt, eines der dunkelsten historischen Ereignisse Paraguays, in der sich 3000 als Soldaten verkleidete Kinder den 20.000 Truppen der Dreierallianz entgegenstellten und umkamen. Zum einhundertsten Jahrestag wurde ihnen auf einem Hügel des Schlachtfelds ein Denkmal errichtet, das Pantheon der Helden.

## Wirtschaft

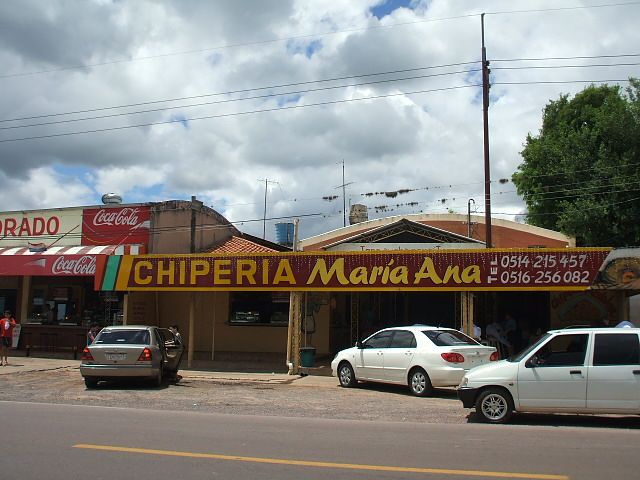
Chipería in Eusebio Ayala

Die meisten Arbeitsplätze in Eusebio Ayala werden durch die Chipa-Produktion generiert. Es gibt rund 100 kleinere Produktionsstätten, die meisten davon Heimwerkbetriebe, und 13 Großfabriken, die diese Spezialität herstellen. Viele Produzenten vertreiben die Chipas von einem Kleintransporter, mit dem sie in andere Städte wie Asunción, Ciudad del Este und sogar bis nach Pedro Juan Caballero fahren. Die Landwirtschaft besteht aus Kleinstbetrieben und dient vorwiegend der Selbstversorgung.

## Kultur
Seit 2010  wird im August jeden Jahres das Festival Chipa Barrero in der Stadt gefeiert, die sich die Hauptstadt der Chipa nennt. Außerdem wird seit 2015 jedes Jahr am Gründonnerstag die Chipa Rapé (Chipa-Tour) veranstaltet, bei der Touristen sieben Chiperías der Stadt besuchen, in denen jeweils ein Handwerk vorgeführt und eine Ausstellung gezeigt wird. Am Ende der Tour können die Teilnehmer unter Anleitung eines erfahrenen Küchenchefs selbst Chipas herstellen und nach dem Backen verköstigen.

## Bildung
In der Stadt gibt es eine Filiale der Universidad San Carlos aus Asunción, mit einer Fakultät für Landwirtschaft, Agronomie und Tierzucht, sowie ein Lehrerausbildungsinstitut, das Instituto de Formación Docente de Eusebio Ayala.

## Persönlichkeiten
- Adelio Salinas (* 1968), Fußballspieler